# Hoài An, Trương Gia Khẩu

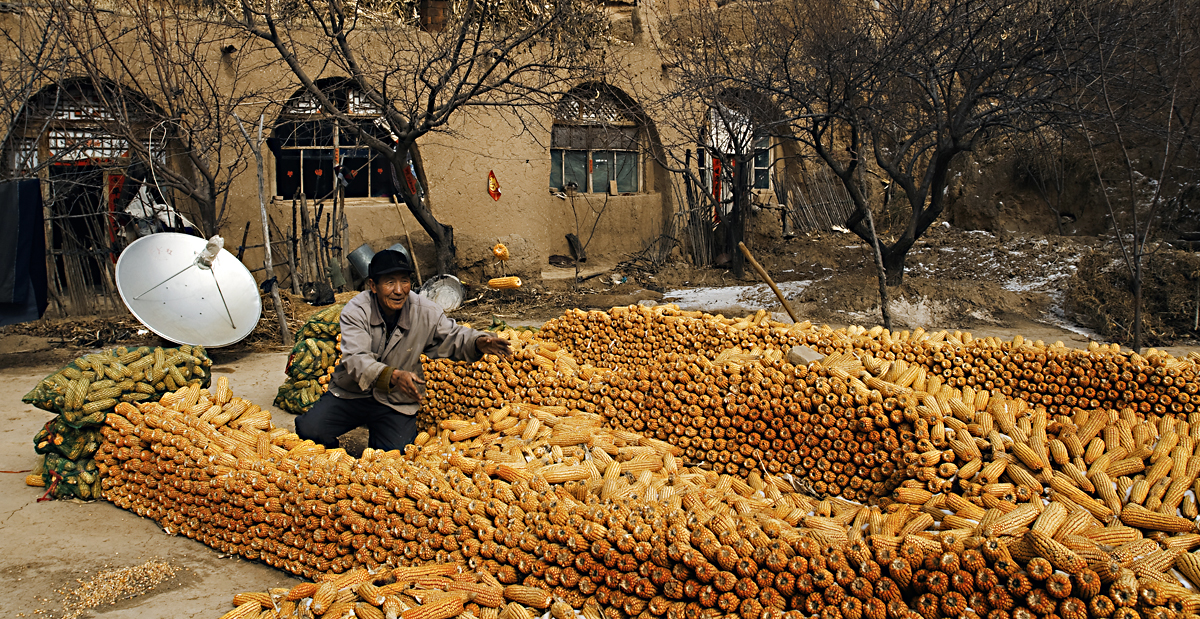
Nông nghiệp ở Hoài An

Hoài An (chữ Hán giản thể: 怀安县) là một huyện thuộc địa cấp thị Trương Gia Khẩu, tỉnh Hà Bắc, Cộng hòa Nhân dân Trung Hoa. Huyện Hoài An có diện tích 1706 ki-lô-mét vuông. Dân số năm 1999 là 242.963 người.. Mã số bưu chính của Hoài An là 076700. Chính quyền nhân dân huyện Hoài An đóng ở trấn Sài Câu Bảo.